# أنا وأخي
الطفل وأنا (باليابانية: 赤ちゃんと僕، بالروماجي: Aka-chan to Boku) المعروف في الدبلجة العربية أنا وأخي هو مسلسل أنمي أنتجته شركة استديو بيرو في اليابان سنة 1996. مخرج هذا المسلسل هو تاكاهيرو أوموري (Takahiro Omori) الذي أخرج أيضاً مسلسل «أكاديمية أليس» و«ناتسومي وكتاب الأصدقاء».

## القصة
قصة المسلسل مقتبسة من سلسلة مانغا للمؤلفة اليابانية ماريمو راغاوا (بالإنجليزية: Marimo Ragawa) نشرت بين عامي 1991 و1997 وتم تحويلها إلى الأنمي أنا وأخي عام 1996.
يتحدث المسلسل عن ولد اسمه سامي توفيت أمه في حادث مرور وتركت له أخاه الصغير وسيم. والده يعمل موظفا بسيطا لذلك لا يجد الوقت الكافي للعناية بولديه، وهكذا يقوم سامي بترك أشياء كثيرة كان يحبها ليعتني بأخيه الصغير.

## الشخصيات

عائلة سامي ووسيم

- سامي أو تاكويا إينوكي: الأخ الأكبر عمره 10 سنوات وهو طيب القلب وقد وهب حياته لرعاية أخيه الصغير وسيم بعد موت والدتهما. سابقاً، كان سامي ينزعج جدا من وسيم خصوصا بعد شعوره بالوحدة بعد فقدان والدته وما لبث أن صار يحبه كثيرا ويخاف عليه. 
مؤدية الصوت الفنانة ملك مرقدة 
 مؤدي الصوت الفنان كابي ياماغوتشي
- وسيم أو مينورو إينوكي :الأخ الأصغر كثير البكاء، يزعج سامي في البداية لكنه بعد ذلك يكون علاقة قوية معه، وهو يحب أخاه كثيرا ويحتاجه في أي شيء ويفضل رفقته دائما.
مؤدية الصوت الفنانة آمنة عمر 
مؤدية الصوت الفنانة شيكا ساكاموتو
- عادل أو هارومي إينوكي: والد سامي ووسيم ويقوم بدور الأب والأم ويحاول دائما توفير كل شيء لأبنائه حتى لا يشعروا بفقدان أمهم.
مؤدي الصوت الفنان عادل أبو حسون 
مؤدي الصوت الفنان ميتسورو مياموتو
- الأم: والدة سامي ووسيم تزوجت عادل على الرغم من رفض أسرتها هذا الزواج .
مؤدية الصوت الفنانة بثينة شيا
- حسان: صديق سامي، يحب المزاح واللعب ودائما ما يقوم ببعض الحركات الغريبة ويقوم بمساعدته دائما.
مؤدية الصوت الفنانة فدوى سليمان
- مجد: أخت حسان الصغرى عابسة دائما وهي صديقة وسيم في الحضانة وتحبه حبا جما.
مؤدية الدور الفنانة فدوى سليمان و غيرها في بعض الحلقات
- سالم: صديق سامي، هادئ ولطيف يحب المطالعة ولديه معلومات وفيره ويعتبره سامي مثله الأعلى. 
مؤدية الصوت الفنانة بثينة شيا
- رويدة: أخت سالم الصغرى وهي لطيفة ولكنها عصبية وهي في شجار دائما مع مجد وهي أيضا صديقة وسيم في الحضانة وتحبه كثيرا.
مؤدية الصوت الفنانة مجد ظاظا
- وليد: شقيق رويدة وسالم الأصغر، لطيف ومهذب يحب أخته رويده كثيرا ويطيع أوامرها. 
مؤدية الصوت الفنانة أسيمة يوسف .. والتي تُعرف ايضاً بأعمالها المدبلجة باسم أسيمة احمد.

## انظر ايضاً
- استديو بيرو
- أنا وأختي
- أنا وأخواتي
- مركز الزهرة
- سبيستون

## وصلات خارجية
- أنا وأخي على موقع ANN manga (الإنجليزية)

 (بالإنجليزية)